# Bonnie Bartlett

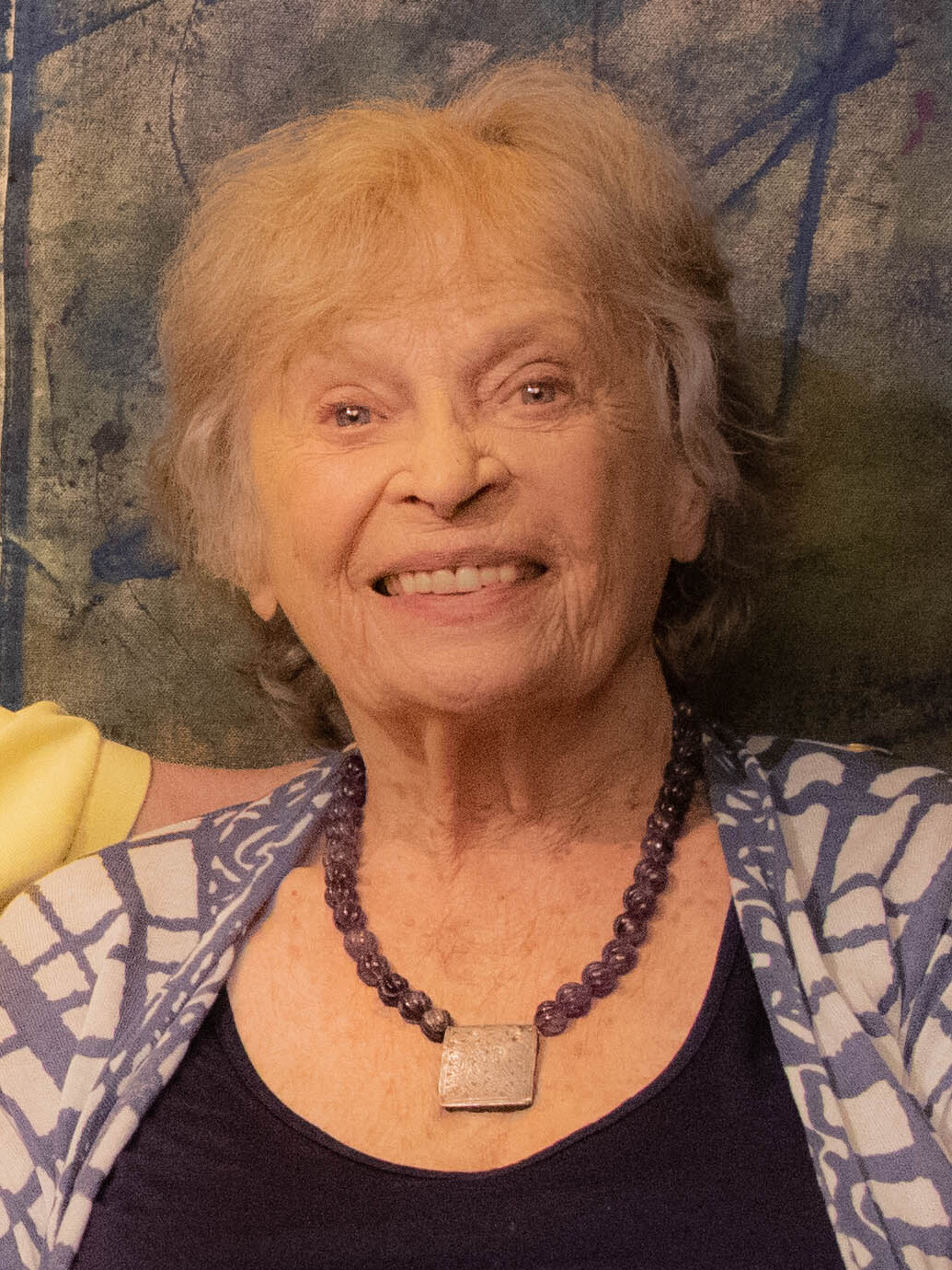
Bonnie Bartlett, 2024

Bonnie Bartlett (* 20. Juni 1929 in Wisconsin Rapids, Wisconsin) ist eine US-amerikanische Schauspielerin.

## Leben
Bartletts Vater war ein erfolgloser Schauspieler, der als Versicherungsvertreter arbeitete. Barlett wuchs in Moline in Illinois auf und studierte zunächst an der Northwestern University Schauspiel und später bei Lee Strasberg. Von 1955 bis 1959 wirkte die junge Schauspielerin in der Fernsehserie Love of Life mit, einer in Amerika sehr beliebten Seifenoper, in der sie deren Heldin Vanessa Dale spielte.

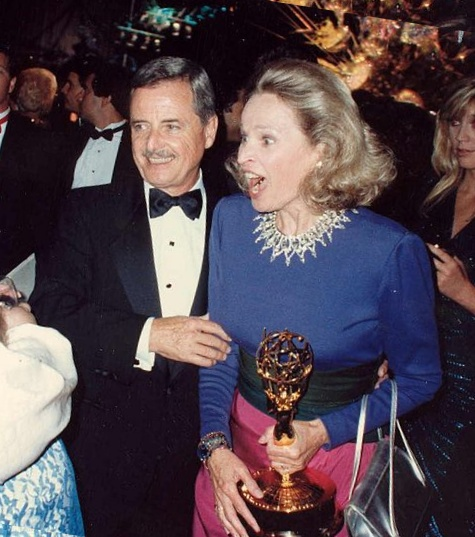
Bartlett mit dem Emmy und ihrem Ehemann William Daniels, 1987

In den 1960er und 1970er Jahren konzentrierte sie sich auf ihre Mutterrolle und trat weniger auf. 1974 kehrte sie auf den Bildschirm zurück und spielte in der Familienserie Unsere kleine Farm bis 1977 die Rolle der Grace Snider-Edwards. Daran schloss sich ihre Rolle als Ellen Craig in der Krankenhausserie Chefarzt Dr. Westphall (St. Elsewhere) an, wofür Bartlett 1986 und 1987 jeweils mit einem Emmy ausgezeichnet wurde. Ellen war die Frau des Chirurgen Dr. Mark Craig, der von Bartletts Ehemann William Daniels gespielt wurde.
In dem Film Twins – Zwillinge verkörperte sie 1988 die Mutter von Arnold Schwarzenegger und Danny DeVito. 1993 hatte sie eine Rolle als Senatorin in dem Film Dave, in dem Kevin Kline und Sigourney Weaver die Hauptrollen spielten.

## Familie
Bonnie Bartlett ist seit 1951 mit William Daniels verheiratet, den sie bereits auf der Northwestern University in Chicago kennengelernt hatte. Ein 1961 geborenes Kind des Ehepaars starb bereits wenige Stunden nach der Geburt. Das Schauspielerehepaar adoptierte zwei Jungen, Michael und Robert; Bartlett stellte ihre Karriere danach für über zehn Jahre zurück, um sich um die Söhne zu kümmern. Beide Söhne sind heute künstlerisch tätig.

## Filmografie (Auswahl)
- 1951: Love of Life (Fernsehserie)
- 1974–1979: Unsere kleine Farm (Little House of the Prairie; Fernsehserie, 23 Folgen)
- 1974: Die Waltons (Fernsehserie; Folge Das Auto)
- 1974: Rauchende Colts (Fernsehserie; zwei Folgen)
- 1975: Kojak – Einsatz in Manhattan (Kojak; Fernsehserie, 2x21 Folge Der Mann mit der Bombe)
- 1976: Detektiv Rockford – Anruf genügt (The Rockford Files; Fernsehserie, 3x47 Folge Dunkle Zeiten für Hellseher)
- 1976: Der Letzte Tycoon (The Last Tycoon)
- 1978: Tod in einer kleinen Stadt (A Death in Canaan; Fernsehfilm)
- 1980: Fort Travis – Ein Mann geht Seinen Weg (The Last Word)
- 1979: Hart aber herzlich (Hart to Hart; Fernsehserie, 1x08 Folge Mord unter Freunden)
- 1981: Unter der Sonne Kaliforniens (Knots Landing; Fernsehserie, 3x02 Folge Ein schwerer Schock)
- 1981: Der lange Weg nach Hause (A Long Way Home; Fernsehfilm)
- 1982: Frances
- 1982–1988: Chefarzt Dr. Westphall (St. Elsewhere; 77 Folgen)
- 1983–1985: V – Die außerirdischen Besucher kommen
- 1986: Fackeln im Sturm II (North and South; Fernsehminiserie, sechs Folgen)
- 1987: Golden Girls (Fernsehserie; Folge 3x15: Dorothys neue Freundin)
- 1988: Twins – Zwillinge (Twins)
- 1989: Matlock, (Fernsehserie; 3x19 Folge Die Todesmelodie)
- 1989: Mord ist ihr Hobby (Murder, She Wrote; Fernsehserie, 6x02 Folge Das Beichtgeheimnis)
- 1989–1990: Der Nachtfalke (Midnight Caller; Fernsehserie, vier Folgen)
- 1990: Das große Erdbeben von Los Angeles (The Great Los Angeles Earthquake; Fernsehzweiteiler)
- 1993: Dave
- 1994: seaQuest DSV (Fernsehserie 1x18)
- 1994: Grenzenloses Leid einer Mutter (Where Are My Children?)
- 1995: Die Grasharfe (The Grass Harp)
- 1995: Höllenqualen – Eine Familie am Abgrund
- 1995–1998: Hör mal, wer da hämmert (Home Improvement; Fernsehserie, fünf Folgen)
- 1996: Shiloh
- 1997, 2000: Ein Hauch von Himmel (Folgen 4x12 und 7x09)
- 1997–1998: Emergency Room  – Die Notaufnahme (ER; Fernsehserie, zwei Folgen)
- 1997–1999: Practice – Die Anwälte (The Practice; Fernsehserie, zwei Folgen)
- 1998: Mit aller Macht (Primary Colors)
- 1998: Stargate – Kommando SG-1 (Stargate SG-1; Fernsehserie, Folge Zerstörerin der Welten)
- 1999: Dienstags bei Morrie
- 1999: Shiloh 2: Shiloh Season
- 1999–2002: Noch mal mit Gefühl (Once and Again; Fernsehserie, sieben Folgen)
- 2002: Firefly – Der Aufbruch der Serenity (Firefly; Fernsehserie, 1x01 Folge Serenity)
- 2004: Navy CIS (Navy NCIS; Fernsehserie, 1x12 Folge My Other Left Foot)
- 2006: General Hospital (Fernsehserie, zwei Folgen)
- 2008: Grey’s Anatomy (Fernsehserie, Folge 5x07 Die Erscheinung)
- 2012: Meine Schwester mit den zwei Gesichtern (Of Two Minds)
- 2013: Parks and Recreation (Fernsehserie, 5x11 Folge Women in Garbage)
- 2017: Better Call Saul (Fernsehserie, zwei Folgen)